# Volksbank in der Ortenau
Die Volksbank in der Ortenau eG war eine deutsche Genossenschaftsbank mit Sitz in Offenburg in Baden-Württemberg. Im Jahre 2020 fusionierte die Bank mit der Volksbank Schwarzwald Baar Hegau zur Volksbank eG.
Die strategischen Geschäftsfelder der Bank umfassten das Firmen- und Privatkundengeschäft sowie Vermögensmanagement, Immobilienfinanzierung und -vermittlung und Zahlungssysteme.

## Mitgliedschaft
Die Volksbank in der Ortenau wurde von über 60.000 Mitgliedern getragen. Hauptzweck der Genossenschaft war die wirtschaftliche Förderung und Betreuung ihrer Mitglieder (§ 2 der Satzung). Gemäß Satzung wählten die Mitglieder im vierjährigen Turnus aus ihren Reihen Vertreter (je 50 Mitglieder ein Vertreter). Informationen über die Geschäftspolitik und die Entwicklung der Bank erhielten die Mitglieder jährlich in den regionalen Mitgliederversammlungen.

## Genossenschaftliche Finanzgruppe Volksbank Raiffeisenbanken
Die Bank war Teil der genossenschaftlichen Finanzgruppe Volksbanken Raiffeisenbanken und Mitglied beim Bundesverband der Deutschen Volksbanken und Raiffeisenbanken (BVR) sowie dessen Sicherungseinrichtung. Der gesetzliche Prüfungsverband war der Baden-Württembergische Genossenschaftsverband.
- DZ BANK
- DZ Hyp
- Münchener Hypothekenbank
- Bausparkasse Schwäbisch Hall
- R+V Versicherung
- Union Investment Gruppe
- VR Leasing Gruppe
- easy Credit (Teambank)
- DZ Privatbank

## Unternehmensgruppe
Die Unternehmensgruppe Volksbank in der Ortenau bestand aus mehreren Tochterunternehmen und Beteiligungen insbesondere in den Bereichen Zahlungsverkehr und Investments.
Tochterunternehmen und Beteiligungen im Bereich Zahlungsverkehr
- First Cash Solution GmbH
- POS Cashservice GmbH
- micropayment GmbH
- Gewinnblick GmbH
- SIT-pay GmbH

Tochterunternehmen im Bereich Investments
- First Innovation Invest

## Geschichte
Der Offenburger Gewerbeverein wurde am 2. Februar 1863 mit einer Vorschusskasse im „Salmen“ in Offenburg konstituiert.
Das Statut (Satzung) des neu gegründeten Offenburger Gewerbevereins wurde am 25. Januar 1864 von 37 Mitgliedern (17 Handwerker, 7 Fabrikanten, 7 Kaufleute, 1 Arbeiter, 1 Waisenrichter, 1 Bürgermeister, 2 Anwälte und 1 Wirt) genehmigt und unterschrieben.
Der Bankbetrieb wurde am 15. Juni 1864 eröffnet. Im ersten Jahr hat die Bank 74 Mitglieder mit einem Stammanteilguthaben von 968 Gulden und einem Vermögensstand von 15.599 Gulden. Der Geschäftsleitung gehören an: Josef Nonn (Vorstand), Theodor König (Rechner), Karl Geck (Schriftführer).
1868 erfolgte – auch in personeller Hinsicht – die Loslösung vom Gewerbeverein in den Vorschußverein Offenburg, der damit seine Selbständigkeit erlangt. 1870 wird daraus eine eingetragene Genossenschaft. Aus persönlichen und politischen Differenzen erfolgt 1880 eine Trennung in den Vorschuß-Verein e.G. und den OrtenauerCreditverein. 1889 folgt die Umfirmierung in „Vorschuß-Verein Offenburg, eingetragene Genossenschaft mit unbeschränkter Haftung“. 1906 zieht die Bank in ihr eigenes Gebäude in der Okenstraße 7, das noch heute den Hauptsitz der Bank darstellt.
1924 erfolgte die Umbenennung der Bank in Vereinsbank Offenburg eGmbH, nachdem die Bank das Jahr 1923 mit einer Bilanzsumme von 149 Billiarden Mark abgeschlossen hat. Danach erfolgt die Umstellung von 1 Billion Papiermark in 1 Reichsmark. 1943 firmiert die Bank erstmals als Volksbank Offenburg eGmbH. 1948 wird nach der Währungsreform die DM eingeführt. 1959–1964 wird das Geschäftsstellennetz kontinuierlich ausgebaut. 1971 erfolgte die Verschmelzung mit der Raiffeisenkasse Zell-Weierbach und der Raiffeisenkasse Ortenberg. 1972 folgte die Fusion mit der Volksbank Oberkirch. 1974 erhält die Bank ihren Namen Volksbank Offenburg eG. 1978 erfolgte der Zusammenschluss mit der Spar- und Kreditbank Offenburg, 1998 mit der Volksbank Appenweier-Urloffen und der Renchtalbank Oppenau. 
Im Oktober 2016 erfolgte die Verschmelzung mit der Volksbank Achern zur Volksbank in der Ortenau.
Nach Bilanzsumme erreichte die Volksbank in der Ortenau Ende 2018 deutschlandweit den 57. Platz von 873 Volks- und Raiffeisenbanken.